# Трофимов, Александр Александрович
Александр Александрович Трофимов (11 июля 1924, Севастополь, Крымская АССР — 26 июля 1974, Латакия) — советский военно-морской деятель, контр-адмирал (1970). Командующий 8-й оперативной эскадрой ВМФ СССР (1971—1974).

## Биография
Родился 11 июля 1924 года в городе Севастополь в семье военнослужащего.
В 1941 году окончил среднюю школу. 22 июня 1941 года после начала Великой Отечественной войны, добровольцем ушёл на фронт, но был возвращён в военкомат, призван в ряды РККА и направлен для обучения в Военно-морское авиационно-техническое училище имени В. М. Молотова. С 1942 года после окончания училища авиамеханик сержант А. А. Трофимов был направлен в действующие войска.
С 1942 года принимал участие в боях с немецкими войсками. С 1943 года участвовал в высадке десанта в город Керчь и в боях по освобождению городов — Новороссийска, Одессы и Севастополя. В январе 1943 года в боях под Новороссийском был контужен и находился на лечении в госпитале Адлера.
С 1944 года освобождал Румынию и Болгарию. Воевал в составах — 9-го истребительного авиационного полка, 3-го истребительного авиационного полка, 43-го Сулинского истребительного авиационного полка и 13-й Севастопольской авиационной дивизии пикирующих бомбардировщиков ВВС Черноморского флота ВМФ СССР.
С 1945 года переведён на Тихоокеанский флот и в составе 4-й минно-торпедной авиационной дивизии принимал участие в Советско-японской войне.
С 1949 года после окончания  Каспийского высшего военно-морского Краснознамённого училища имени С. М. Кирова служил на тральщиках Северном флоте, командовал тральщиками Т-17 и Т-15. С 1953 года после окончания Высших специальных офицерских классов — старший помощник и командир эскадренного миноносца «Отрадный». С 1958 по 1963 годы — старший помощник командира крейсера «Чапаев» и крейсера «Александр Невский». С 1963 по 1967 годы — командир крейсера «Александр Невский».

Могила А. А. Трофимова на кладбище Коммунаров в Севастополе.

С 1967 года — начальник штаба и с 1971 по 1974 годы — командующий 8-й оперативной эскадрой ВМФ СССР[уточнить].
С 1974 года — советник командующего ВМФ Сирийской Арабской Республики и  старший группы советников и специалистов Военно-морского флота.
26 июля 1974 года Трофимов за рулем автомобиля ехал с женой и советником-ракетчиком с женой в Хомс. В 10 км от Латакии они попали в аварию, в результате которой Трофимов погиб.
Похоронен на кладбище Коммунаров в городе Севастополе.
Дочь Юлия, замужем за адмиралом И. В. Касатоновым.

## Награды
- Два Ордена Красной Звезды
- Три Медали «За боевые заслуги» (06.11.1943, 24.05.1945, 1952)
- Медаль «За оборону Кавказа»
- Медаль «За победу над Германией в Великой Отечественной войне 1941—1945 гг.»
- Медаль «За победу над Японией»